# Bathygnathia curvirostris
Bathygnathia curvirostris là một loài chân đều trong họ Gnathiidae. Loài này được Richardson miêu tả khoa học năm 1908.